# ニューヨーク市地下鉄9系統

1989年から2005年まで使われた系統ラベル

ニューヨーク市地下鉄9系統（ニューヨークしちかてつ9けいとう）はかつてニューヨーク市地下鉄において運行されていた系統の1つである。

## フラッシング線
ニューヨーク市地下鉄における最初の9系統は1917年よりIRTフラッシング線でBMTの運行する列車に対して割り当てられた。しかし、この系統名は路線図上で使用されていただけで、列車には系統ラベルの掲出がなされていなかった。また、フラッシング線のIRTが運行する列車には7系統が割り当てられていた。その後、フラッシング線の運行からBMTが撤退した1948年に9系統の運行は終了した。

## ダイアー・アベニュー線
1941年5月15日にニューヨーク・ウエストチェスター・アンド・ボストン鉄道（以下NYW&B）の路線敷を再利用する形で開通したIRTダイアー・アベニュー線のイーストチェスター-ダイアー・アベニュー駅 - 東180丁目駅NYW&Bホーム間を結ぶシャトル列車に9系統が割り当てられた。その後、1957年に東180丁目駅北側でIRTホワイト・プレーンズ・ロード線への接続が開通し乗り入れが開始されると昼間のシャトル列車は2系統に置き換えられた。その後も1966年まで深夜帯に運行された線内完結のシャトル列車には9系統が割り当てられていた。現在もダイアー・アベニュー線は深夜帯にシャトル列車が運行されているが、この列車には5系統が割り当てられている。

## ブロードウェイ-7番街線
9 ブロードウェイ-7番街線各駅停車（9 ブロードウェイ-7ばんがいせんかくえきていしゃ、英語: 9 Broadway–Seventh Avenue Line Local）はIRTブロードウェイ-7番街線にて運行されていた系統である。

### 歴史
1988年4月、ニューヨークシティ・トランジット・オーソリティ (NYCTA) は千鳥停車を行いブロードウェイ-7番街線の所要時間短縮を図るという計画を発表した。計画が発表されるとすぐに一部の地方役員がこの計画に反対した。計画では116丁目-コロンビア大学駅以北において125丁目駅・157丁目駅・マーブル・ヒル-225丁目駅を通過する列車が1系統、145丁目駅・181丁目駅・ダイクマン・ストリート駅・215丁目駅・238丁目駅を通過する列車が9系統とされた。NYCTAは千鳥停車導入の試験と並行して急行列車の導入の試験も行っていたが、96丁目駅以北においては急行線が断続的にしか敷設されていなかったため急行列車の導入は見送られ千鳥停車が導入されることとなった。116丁目-コロンビア大学駅以北の各駅は千鳥停車導入以前は最大10分間隔で列車が到着していたが、千鳥停車導入後は千鳥停車対象駅が10分間隔、全列車停車駅が5分間隔となると見込まれた。なお、通過駅においては通常の急行列車と違いホームに面した線路を通過することになることから、安全確保のため駅構内の通過速度は15mph (24km/h) に制限することとなっていた。
1988年7月、1系統と9系統による千鳥停車は1988年8月29日に開始すると発表された。千鳥停車が開始されると96丁目駅以北の所要時間は以前の半分になると予想された。しかし、8月に入るとNYCTAは市民からの反対が起こったために千鳥停車の導入を延期すると発表した。NYCTAは千鳥停車導入にあたっての説明などを十分に市民に対して行わなかったことを認識し、市民に対して計画に関する情報や導入にあたって試験を実施していることなどを説明した。また、ブロードウェイ-7番街線の千鳥停車導入の代償としてIRTペラム線の6系統で計画されていた千鳥停車を無期限延期とすることとした。1988年10月にNYCTAは来春に千鳥停車を導入すると地元住民に対し発表した。しかし、インウッドとワシントンハイツの住民が特にこの計画に反対した。
1989年3月、NYCTAは千鳥停車の具体的な導入日は決まっておらず秋頃に導入される可能性があると発表した。NYCTAは地元住民を納得させるために住民との会合を開いたり導入に関するチラシの配布を行い、計画に好意を持ってもらえるようにサービス名を"千鳥停車" (skip-stop) から"急行サービス" (Express service) に変更した。
1989年7月28日にMTA理事会は導入日を1989年8月21日として千鳥停車の導入を全会一致で承認した。また、この時に通過駅の見直しも行われており、1系統は145丁目駅・191丁目駅・207丁目駅・マーブル・ヒル-225丁目駅を、9系統は157丁目駅・ダイクマン・ストリート駅・215丁目駅・238丁目駅を通過することとされた。
1989年8月21日月曜日午前6時30分、千鳥停車が開始され9系統はヴァン・コートラント・パーク-242丁目駅 - サウス・フェリー駅間で運行を開始した。なお、元々の計画では千鳥停車区間はヴァン・コートラント・パーク-242丁目駅 - 116丁目-コロンビア大学駅間であったが、多くの乗客から125丁目駅を通過しないでほしいとの声が上がっていたため、区間をヴァン・コートラント・パーク-242丁目駅 - 137丁目-シティ・カレッジ駅間に短縮している。千鳥停車が行われたのは平日6時30分 - 19時の間であった。
1994年9月4日、昼間の千鳥停車が廃止され191丁目駅が通過駅から除外された。この時点での1系統のみの停車駅は
- 238丁目駅
- 215丁目駅
- ダイクマン・ストリート駅
- 157丁目駅

9系統のみの停車駅は
- マーブル・ヒル-225丁目駅
- 207丁目駅
- 145丁目駅

であった。
2001年9月11日、アメリカ同時多発テロが発生すると崩落したワールド・トレード・センターのほぼ真下を通っていたブロードウェイ-7番街線は、トンネルが崩落しチェンバーズ・ストリート駅 - サウス・フェリー駅間が不通となった。この影響で1系統は運転区間をヴァン・コートラント・パーク-242丁目駅 - 14丁目駅間に短縮、96丁目駅以北各駅停車・以南急行運転で運行され千鳥停車は中止、9系統も運転を取りやめた。2001年9月19日からはIRTイースタン・パークウェイ線・IRTニューロッツ線へ乗り入れ南側終点駅をニューロッツ・アベニュー駅に変更、これに伴い経路の大部分が重複する3系統は運転区間をハーレム-148丁目駅 - 14丁目駅間に短縮している。2002年9月15日より1系統は南側終点駅をサウス・フェリー駅に戻し千鳥停車を再開、これにより9系統も運行を再開し3系統は終点をニューロッツ・アベニュー駅に戻した。
2004年4月27日、NYCTAは千鳥停車による利便性向上の恩恵を受ける乗客の数が減ったことにより千鳥停車および9系統を廃止することを検討していると発表した。千鳥停車を廃止しても137丁目-シティ・カレッジ駅 - ヴァン・コートラント・パーク-242丁目駅間の所要時間は2 - 3分程度延びるだけであり、通過駅を利用する乗客にとっては待ち時間が減るため全体的に見ると所要時間は短縮されることになる。廃止計画についての詳細は夏までにまとめられ、2005年1月11日に廃止が承認された。9系統は2005年5月27日をもって廃止され、1系統がブロードウェイ-7番街線内の各駅に停車するようになった。

### ルート
9系統はラッシュ時のみ以下の区間を走行していた。
| 路線                      | 始発駅                                 | 終着駅             | 線路   |
| ------------------------- | -------------------------------------- | ------------------ | ------ |
| IRTブロードウェイ-7番街線 | ヴァン・コートラント・パーク-242丁目駅 | サウス・フェリー駅 | 緩行線 |

### 停車駅一覧
以下の表には千鳥停車をわかりやすくするために1系統の停車パターンも記載する。なお、ラッシュ時以外は1系統が全駅に停車しており、現在は終日1系統が全駅に停車する。
| 凡例                                                    | 凡例                             |
| ------------------------------------------------------- | -------------------------------- |
| Stops all times                                         | 終日停車                         |
| Stops all times except late nights                      | 深夜を除き終日停車               |
| Stops late nights only                                  | 深夜のみ停車                     |
| Stops weekdays only                                     | 平日のみ停車                     |
| Stops all times except rush hours in the peak direction | ラッシュ時混雑方向以外の終日停車 |
| Stops rush hours only                                   | ラッシュ時のみ停車               |
| Stops rush hours in peak direction only                 | ラッシュ時混雑方向のみ停車       |
| Station closed                                          | 閉鎖駅                           |
| 時間帯詳細                                              |                                  |

| 1 service                                               | 9 service             | 駅名                                              | バリアフリー・アクセス | 地下鉄乗換 | 乗換・備考                                                                                                 |
| ------------------------------------------------------- | --------------------- | ------------------------------------------------- | ---------------------- | --- | --- |
| ブロンクス区                                            |                       |                                                   |                        | | |
| Stops all times                                         | Stops rush hours only | ヴァン・コートラント・パーク-242丁目駅            |                        | 1 | |
| Stops all times                                         |                       | 238丁目駅                                         |                        | 1 | |
| Stops all times                                         | Stops rush hours only | 231丁目駅                                         | バリアフリー・アクセス | 1 | |
| マンハッタン区                                          |                       |                                                   |                        | | |
| Stops all times except rush hours in the peak direction | Stops rush hours only | マーブル・ヒル-225丁目駅                          |                        | 1 | メトロノース鉄道ハドソン線：マーブル・ヒル駅乗換                                                           |
| Stops all times                                         |                       | 215丁目駅                                         |                        | 1 | |
| Stops all times except rush hours in the peak direction | Stops rush hours only | 207丁目駅                                         |                        | 1 | |
| Stops all times                                         |                       | ダイクマン・ストリート駅                          |                        | 1 | |
| Stops all times                                         | Stops rush hours only | 191丁目駅                                         |                        | 1 | |
| Stops all times                                         | Stops rush hours only | 181丁目駅                                         |                        | 1 | ジョージ・ワシントン橋バスターミナル                                                                       |
| Stops all times                                         | Stops rush hours only | 168丁目駅                                         |                        | 1 A C (IND8番街線) | |
| Stops all times                                         |                       | 157丁目駅                                         |                        | 1 | |
| Stops all times except rush hours in the peak direction | Stops rush hours only | 145丁目駅                                         |                        | 1 | |
| Stops all times                                         | Stops rush hours only | 137丁目-シティ・カレッジ駅                        |                        | 1 | |
| Stops all times                                         | Stops rush hours only | 125丁目駅                                         |                        | 1 | |
| Stops all times                                         | Stops rush hours only | 116丁目-コロンビア大学駅                          |                        | 1 | M60バスラガーディア空港行き                                                                                |
| Stops all times                                         | Stops rush hours only | カテドラル・パークウェイ-110丁目駅                |                        | 1 | M60バスラガーディア空港行き                                                                                |
| Stops all times                                         | Stops rush hours only | 103丁目駅                                         |                        | 1 | |
| Stops all times                                         | Stops rush hours only | 96丁目駅                                          | バリアフリー・アクセス | 1 2 3 | |
| Stops all times                                         | Stops rush hours only | 86丁目駅                                          |                        | 1 | |
| Stops all times                                         | Stops rush hours only | 79丁目駅                                          |                        | 1 | |
| Stops all times                                         | Stops rush hours only | 72丁目駅                                          | バリアフリー・アクセス | 1 2 3 | |
| Stops all times                                         | Stops rush hours only | 66丁目-リンカーン・センター駅                     | バリアフリー・アクセス | 1 | |
| Stops all times                                         | Stops rush hours only | 59丁目-コロンバス・サークル駅                     | バリアフリー・アクセス | 1 A B C D (IND8番街線) | |
| Stops all times                                         | Stops rush hours only | 50丁目駅                                          |                        | 1 | |
| Stops all times                                         | Stops rush hours only | タイムズ・スクエア-42丁目駅                       | バリアフリー・アクセス | 1 2 3 7 (IRTフラッシング線) A C E (IND8番街線：42丁目-ポート・オーソリティ・バスターミナル駅乗換) N Q R W (BMTブロードウェイ線) S (42丁目シャトル) | ポート・オーソリティ・バスターミナル                                                                       |
| Stops all times                                         | Stops rush hours only | 34丁目-ペン・ステーション駅                       | バリアフリー・アクセス | 1 2 3 | アムトラック, LIRR, ニュージャージー・トランジット：ペンシルベニア駅乗換                                   |
| Stops all times                                         | Stops rush hours only | 28丁目駅                                          |                        | 1 | |
| Stops all times                                         | Stops rush hours only | 23丁目駅                                          |                        | 1 | |
| Stops all times                                         | Stops rush hours only | 18丁目駅                                          |                        | 1 | |
| Stops all times                                         | Stops rush hours only | 14丁目駅                                          |                        | 1 2 3 F V (IND6番街線：14丁目駅) L (BMTカナーシー線：6番街駅)                                                                                      | PATH：14丁目駅 (V系統は2010年6月25日をもって廃止)                                                          |
| Stops all times                                         | Stops rush hours only | クリストファー・ストリート-シェリダン・スクエア駅 |                        | 1 | PATH：クリストファー・ストリート駅                                                                         |
| Stops all times                                         | Stops rush hours only | ハウストン・ストリート駅                          |                        | 1 | |
| Stops all times                                         | Stops rush hours only | キャナル・ストリート駅                            |                        | 1 | |
| Stops all times                                         | Stops rush hours only | フランクリン・ストリート駅                        |                        | 1 | |
| Stops all times                                         | Stops rush hours only | チェンバーズ・ストリート駅                        | バリアフリー・アクセス | 1 2 3 | |
| Station closed                                          | Station closed        | コートランド・ストリート駅                        |                        | | アメリカ同時多発テロの影響で2001年9月11日より閉鎖（2018年9月8日に駅名をWTCコートランド駅に変更し営業再開） |
| Stops all times                                         | Stops rush hours only | レクター・ストリート駅                            |                        | 1 | |
| Stops all times                                         | Stops rush hours only | サウス・フェリー駅                                |                        | 1 | スタテン島フェリー：ホワイトホール・ターミナル (ループ線外側ホームは2009年3月16日閉鎖)                     |